# Amphisbaena bilabialata
Amphisbaena bilabialata, conhecido popularmente como cobra-cega, é uma espécie de réptil pertencente ao gênero Amphisbaena. É endêmica ao Brasil, ocorrendo no estado de Mato Grosso.